# الخطوط الجوية الفرنسية
الخطوط الجوية الفرنسية أو إير فرانس من بين أكبر شركات الطيران في العالم. والمقر الرئيسي للشركة في باريس، وهي تابعة لشركة الخطوط الجوية الفرنسية - كيه إل إم، وتنظم الخطوط الجوية الفرنسية وترتب جداول لملايين الركاب وطرود الشحن لـ 187 وجهة في 83 دولة. المطار الرئيسي للشركة هو مطار شارل ديغول الدولي، ومطار باريس أورلي ومطار سانت إكسوبيري ليون ومطار نيس الريفيرا الفرنسي هي مطارات ثانوية. في شهر مارس 2004 كان عدد الموظفين 71,654، وقد ارتفع هذا العدد في مارس 2007 إلى 102,422 .
وفقاً لبيانات شركة الخطوط الجوية الفرنسية - كيه إل إم فإن مسؤوليات الشركة هي :
- نقل المسافرين : أكبر خطوط أوروبية مع 25.5% من حجم السوق (نوفمبر 2004).
- نقل الطرود أو الشحنات : أكبر شركة شحن طرود في العالم بدون الانضمام مع شركة الخطوط الجوية الفرنسية - كيه إل إم، التي تحتل المركز الثالث على مستوى العالم بعد شركة فيدكس ويو بي إس.
- تصليح وصيانة الطائرات : أكبر مشغل متعدد الخدمات.

## المقر الرئيسي
يقع مقر الخطوط الجوية الفرنسية في مجمع رويسيبول في مطار باريس شارل ديغول الدولي، ويقع هذا المجمع على مساحة 130,000 متر مربع وفد أكتمل بنائه في ديسمبر 1995 وتكلف 137,000,000 يورو 

## تاريخ
في 2 يناير 2020، سحبت الخطوط الجوية الفرنسية أول طائرة من طراز إيرباص إيه 380 من أسطولها نظرًا لقلة الطلب على السفر بسبب وباء كوفيد 19، ثم لاحقاً سحبت الشركة الطائرات التسعة المتبقية بحلول ماي 2020 بدلاً من 2022. وفي 26 يونيو 2020 قامت الشركة بتشغيل رحلة الوداع لهذا الطراز من الطائرات بجولة فوق فرنسا بطائرة من طراز إيرباص إيه 380.